# Magdalene (film fra 1909)
 For alternative betydninger, se Magdalene. (Se også artikler, som begynder med Magdalene)
Magdalene er en dansk stumfilm fra 1909 produceret af Nordisk Films Kompagni og instrueret af Viggo Larsen.
Filmen havde dansk premiere den 20. april 1909 i Biograf-Theatret.

## Medvirkende
- Holger-Madsen
- Knud Lumbye